# Metal Hero

Các Metal Hero: Space Sherrif Gavan tới Ironbark Detective Robotack

Metal Hero (メタルヒーローシリーズ metaru hiirou shiriizu) là một loạt phim thuộc thể loại Tokusatsu do hãng Toei sản xuất được phát sóng trên TV Asahi từ tháng 3 năm 1982 cho tới tháng 1 năm 1999. Đề tài chính yếu là về các cảnh sát vũ trụ, chiến sĩ không gian và các nhân vật chính khi biến thân với mặc giáp kim loại bao bọc kín người. Về sau series này còn có nhân vật chính không phải người mà là một cỗ máy như Juspion. Metal Hero được sản xuất song song với các sản phẩm Tokusatsu khác của Toei như Kamen Rider Series và Super Sentai. Metal Heroes không chỉ nổi tiếng ở Nhật Bản mà còn ở Pháp, Brasil, Philippin, Malaysia và Indonesia. Năm 1990, hãng Saban Entertainment của Mỹ mua lại một số seri Metal Hero để đưa vào Power Rangers.

## Khái niệm
Vì tất cả các bộ trong series này đều có nhân vật chính mặc giáp kim loại che kín thân nên lực lượng fan mới gọi bằng danh từ Metal Heroes, và từ đó nhà sản xuất cũng gọi tên series phim của mình như vậy. Các bộ ban đầu trong series chỉ có một nhân vật chính duy nhất, nhưng kể từ bộ Tokkei Winsupekutaa (特警ウインスペクター, đặc cảnh Winspector) trở đi thì nhân vật chính gồm một nhóm đông và từ bộ Bi Robo Kabutakku (ビーロボカブタック, Robo bọ Kabutack) trở đi thì càng coi trọng yếu tố dí dỏm hài hước hơn.
Loạt phim Metal Hero này chính thức bắt đầu với bộ Uchu Keiji Gyaban (宇宙刑事ギャバン, cảnh sát hình sự vũ trụ Gavan) (năm 1982) và kết thúc ở bộ Tetsuwan Tantei Robotakku (テツワン探偵ロボタック, Robotack- trinh thám Tetsuwan) (1998), bao gồm 17 bộ. Nhưng cũng có ý kiến cho rằng kể từ bộ Bi faitaa Kabuto (ビーファイターカブト, Chiến binh bọ Kabuto) cho tới Tetsuwan Tantei Robotakku thì 3 bộ cuối này mang hương hướng khác hẳn 14 bộ trước, không nên xếp chung vào series Metal Hero. Một vài bộ trong series có nhân vật chính khó nói là mặc giáp kim loại trên thân, như trường hợp của Ninja Jiraiya, không xuất hiện trong video do Bandai bán ra nên một thời gian nó cũng không được xếp vào hàng Metal Hero.
Mấy năm đầu phát sóng của series trùng với thời gian ngừng chiếu của các series nổi tiếng khác như Ultra Series (của Tsuburaya Production) và Kamen Rider Series (của Toei). Series Metal Hero này cũng xây dựng hình tượng nhân vật chính rất khác biệt so với hình tượng người hùng trong các series nổi tiếng khác như Kamen Rider Series, Ultra Series và Super Sentai nên trong một thời gian đã chiếm được lượng người hâm mộ rất lớn, và Metal Hero trở thành một trong những series phim Tokusatsu truyền hình nổi tiếng nhất Nhật Bản.

## Liên quan xuyên seri
Các seri Metal Hero từ đầu chí cuối không có sự liên quan rõ ràng. Tuy nhiên cũng có vài seri là có sự liên quan với nhau. Đó là trường hợp của bộ 3 cảnh sát hình sự vũ trụ (Uchukeiji) là Gavan, Sharivan và Shaider, trường hợp của Resukyu Porisu (レスキューポリスシリーズ, Resuce Police) và trường hợp của Bi Faitaa Kabuto với Jukou Bi faitaa (重甲ビーファイター). Và cũng có trường hợp là tuy seri không nói rõ có sự liên hệ giữa các thế giới trong các bộ khác nhau nhưng nhân vật của các bộ khác nhau lại cùng nhau xuất hiện.

## Các bộ trong series
1. Uchu Keiji Gyaban (宇宙刑事ギャバン, cảnh sát hình sự vũ trụ Gavan, trọn 44 tập, từ 5-3-1982 cho tới 25-2-1983). Bộ này được phát sóng với cái tên X-Or ở Pháp và Sky Ranger Gavin ở Philippin, Space Cop Gaban ở Malaysia, Indonesia. Đây là bộ mở đầu cho loạt 3 bộ cảnh sát hình sự, nhân vật chính là Ichijouji Retsu, con của một phụ nữ Địa cầu và người đàn ông từ vũ trụ, phải bảo vệ hành tinh chống lại kẻ xâm lược từ vũ trụ.
2. Uchukeiji Shariban (宇宙刑事シャリバン, cảnh sát hình sự vũ trụ Sharivan, trọn 51 tập, bắt đầu từ 4-3-1983 cho tới 24-2-1984). Đây là bộ thứ hai trong series và là bộ tiếp theo trong loạt bộ 3 cảnh sát hình sự. Nội dung tiến triển tiếp sau khi Gavan được thăng chức, giao chức cảnh sát hình sự vũ trụ lại cho một nhân viên kiểm lâm là Iga Den.
3. Uchi Keiji Shaidaa (宇宙刑事シャイダー, cảnh sát hình sự vũ trụ Shaider, trọn 49 tập và 1 tập đặc biệt, bắt đầu từ 2-3-1984 cho tới 8-3-1985) Đây là bộ thứ 3 trong series và là bộ cuối cùng của loạt bộ 3 cảnh sát hình sự. Hãng Saban Entertainment sử dụng các cảnh phim của bộ này trong phần (season) 2 của series phim VR Troopers của họ. Bộ này còn có một phần mở rộng ở Philippines là Zaido.
4. Kyoju Tokusou Jasupion (巨獣特捜ジャスピオン, đặc tra quái thú khổng lồ Juspion, trọn 46 tập, từ 15-3-1985 cho tới 24-3-1986). Khác với bộ 3 cảnh sát hình sự vũ trụ trước, nhân vật chính giờ đây đã có robot khổng lồ là Daileon để chiến đấu.
5. Jiku senshi Supiruban (時空戦士スピルバン, chiến sĩ không thời gian Spielvan, trọn 44 tập, từ 7-4-1986 cho tới 9-3-1987). Đây là câu chuyện về hai đứa trẻ từ một hành tinh đã bị tiêu diệt lưu lạc đến Địa cầu, giúp nơi này bảo vệ nguồn nước khỏi một tổ chức độc ác. Các cảnh hành động trong bộ này được dùng trong VR Troopers.
6. Choujinki Metarudaa (超人機メタルダー,siêu "người máy" Metalder, trọn 39 tập, từ 16-3-1987 cho tới 17-1-1988). Bộ này chịu nhiều ảnh hưởng từ một tác phẩm Tokusatsu khác là người máy Kikaider, nói lên tâm trạng băn khoăn đầy tính nhân văn của một con người bị biến thành cỗ máy. Nội dung bộ này có nhiều tình tiết cảm động hướng về lượng khán giả lớn tuổi hơn nhỏ tuổi. Các cảnh phim của Metalder cũng được Saban sử dụng trong VR Troopers.
7. Sekai Ninja sen Jiraiya (世界忍者戦ジライヤ, chiến tranh Ninja thế giới, Jiraiya, trọn 50 tập, từ 24-1-1988 cho tới 22-1-1989) nói về cuộc đấu tranh của Ninja chống lại thế lực Samurai tà ác. Jiraiya khác biệt so với các bộ khác trong series ở chỗ nhân vật chính không phải người máy, không phải nửa người nửa máy và cũng không mặc giáp kim loại.
8. Kidou Keiji Jiban (機動刑事ジバン, cảnh sát hình sự cơ động Jiban, trọn 52 tập, từ 29-1-1989 cho tới 28-1-1990). Bộ này có cùng tiền đề với phim Robotcop thập niên 90 ở Mỹ. Jiban là nhân vật đầu tiên trong series mang biểu tượng của lực lượng cảnh sát Nhật.
9. Tokkei Winsupekutaa (特警ウインスペクター, đặc cảnh Winspector, trọn 49 tập, từ 4-2-1990 cho tới 13-1-1991). Đây là bộ đầu tiên trong loạt phim Rescue Police (レスキューポリスシリーズ) kể về 2 nhân vật cảnh sát robot cùng các đồng sự của mình chuyên giải quyết các vụ phạm tội trong xã hội, giải thoát con tin.
10. Tokkyuu Shirei Soruburein (特救指令ソルブレイン, Đặc cứu tư lệnh Solbrain, trọn 53 tập, từ 20-1-1991 cho tới 26-1-1992). Đây là bộ tiếp theo trong loạt phim Rescue Police. Câu chuyện tiếp nối phần trước khi đặc cảnh Winspector mở một chi nhánh cảnh sát riêng cùng với hai đồng sự nam nữ, tiếp tục chống lại bọn tội phạm. Giới gamer VN chắc cũng không xa lạ với một game Solbrain trên hệ máy Famicom (NES) trong giai đoạn này.
11. Tokusou Ekushiidorafuto (特捜エクシードラフト, đặc tra Exceedraft, trọn 49 tập, bắt đầu từ 2-2-1992 cho tới 24-1-1993). Đây là bộ cuối cùng trong loạt bộ 3 Rescue Police. Bộ này tiếp tục về 3 nhân vật trong bộ giáp robot cảnh sát tiếp tục công việc của tiền nhân nhưng không nhờ sự giúp đỡ của các loại robot khác. Bộ này cũng đánh dấu bước trở lại với đề tài SF truyền thống của Tokusatsu chứ không còn đối mặt với các tổ chức tội phạm thực tế nữa.
12. Tokusou Robo Janpaason (特捜ロボ ジャンパーソン, người máy đặc tra Janperson, trọn 50 tập, từ 31-1-1993 kéo dài tới 23-1-1994). Bộ này có cùng ý tưởng với bộ 3 Rescue Police, chỉ khác là nhân vật chính không phải con người mà là một cỗ máy thực sự. Cỗ máy cảnh sát có tên Janperson này tuần tra trên các đường phố ở Tokyo, chống lại các tổ chức tội phạm và android (nửa người nửa máy).
13. Buru suwatto (ブルースワット, Blue Swat, trọn 51 tập, từ 30-1-1994 cho tới 29-1-1995). Một nhóm cảnh sát phải chiến đấu chống lại các sinh vật vũ trụ. Đây là bộ "thực" nhất trong series Metal Hero chứ không có nhiều hơi hướng SF như các bộ khác.
14. Jukou Bii Faitaa (重甲ビーファイター,chiến binh giáp B, trọn 51 tập, 2 tập đặc biệt, từ 5-2-1995 cho tới 25-2-1996). Chữ Bi (B) ở đây viết tắt cho từ Beetle, nghĩa là con bọ, trong tiếng Anh, và cũng là Bee, con ong. Đó cũng là đề tài chính của phim. Một nhóm người hùng với sự hỗ trợ của máy móc (mecha), trang bị cho mình những bộ giáp côn trùng để chống lại sinh vật vũ trụ.
15. Bii Faitaa Kabuto (ビーファイターカブト, chiến binh bọ Kabuto B, trọn 50 tập, từ 3-3-1996 cho tới 16-2-1997). Đây là phần tiếp theo của Jukou Bii Faitaa với 7 nhân vật mới mang nhiệm vụ bảo vệ Địa cầu khỏi sự xâm lăng của các sinh vật vũ trụ. Các cảnh hành động trong bộ này được đưa vào trong Beetleborgs Metallix.
16. Bii Robo Kabuttaku (ビーロボカブタック, người máy bọ Kabutack, trọn 52 tập, từ 23-2-1997 cho tới 1-3-1998). Một vài nhân vật trong Jukou Bii Faitaa cũng xuất hiện trong bộ này.
17. Tetsuwan Tantei Robotakku (テツワン探偵ロボタック, Robotack- trinh thám Tetsuwan, trọn 45 tập, bắt đầu từ 8-3-1998 cho tới 24-1-1999). Là bộ cuối cùng trong Metal Hero với một chú chó máy trong vai trò cảnh sát.
Như vậy, series Metal Heroes bao gồm 17 bộ này và ngày nay người ta quan niệm rằng series này không còn "sống" nữa như trường hợp của Super Sentai và Kamen Rider Series. Bản thân Kamen Rider Series cũng có nhiều đặc điểm tương tự Metal Heroes. Đương thời cũng có một số bộ Tokusatsu có nhân vật tương tự nhưng không được xếp vào series Metal Heroes vì một vài lý do. Sau này cũng vậy, và bây giờ người ta xếp các kiểu người hùng này vào nhóm Henshin (biến thân). Trong bộ phim Tokusou Sentai Dekaranger năm 2004 cũng thấy cảnh sát hình sự Gavan xuất hiện. Năm 2009, Touei channel cũng phát lại các bộ Juspion, Kabutack và Exceedraft. Năm 2012, nhằm kỉ niệm cho sinh nhật của Metal Hero, Toei đã quyết định làm movie Gokaiger & Gavan.
Năm 2013,Toei đã hồi sinh nhân vật Gavan với 1 Gavan mới:Gavan Type G-Geki Jumonj trong Gavan The Movie.Gavan Type G tiếp tục xuất hiện trong Gobuster và Super Hero Taisen Z cùng Kamen Rider Wizard,Gokaiger và một số Sentai,Rider khác.

## Tầm ảnh hưởng Quốc tế

### Mỹ
Năm 1990, hãng Saban Entertainment mua lại một số cảnh trong series Metal Heroes này để chiếu cho khán giả Mỹ. cảnh phim trong 3 bộ Spielvan, Shaider và Metalder được đưa vào VR Troopers của Saban. Cảnh phim trong Jukou Bii Faitaa cũng được dùng trong Big Bad Beetleborgs. Cả hai series VR Troopers và Big Bad Beetleborgs đều kết thúc khi Saban sử dụng hết các cảnh họ mua lại từ phía Nhật.

### Philippinnes
Ở Philippinnes, một vài bộ Metal Heroes được lồng tiếng và phát trên truyền hình. Toei cũng cho phép nước này chế tác Zaido: Pulis Pangkalawakan với tư cách là phần tiếp theo của Uchukeiji Shaidaa với các nhân vật tự xưng là con cháu của Shaider. Nhưng sau này Toei từ chối phát sóng tác phẩm này.Thay vào đó, một sê-ri spin-off lấy bối cảnh 20 năm sau khi Shaider kết thúc đã được tiếp tục.

## Chuyện bên lề
Tác phẩm đầu tiên trong series là cảnh sát hình sự vũ trụ Gavan, trong đó nhân vật chính mỗi khi biến thân sang người hùng mặc giáp kim loại đều hô "Jouchaku" (蒸着). Jouchaku là một thuật ngữ kỹ thuật chỉ phương pháp gia công làm kim loại và phi kim bốc hơi, cho bám lên bề mặt vật thể. Trong thực tế, bộ giáp của Gavan cũng được gia công bằng phương pháp này, cho kim loại bám lên bề mặt plastic. Vì vậy tên của phương pháp gia công này được giữ nguyên khi nhân vật hô biến thân. Tiếp tục, tiếng hô khi biến thân của cảnh sát hình sự vũ trụ Sharivan và Shaider là "Sekisha" (赤射) và "Kesshou" (焼結) cũng tương tự như vậy.
Một đặc điểm trong series Metal Heroes này là nhân vật chính thường sử dụng kiếm laser (レーザーブレード) và để quay được cảnh thanh kiếm phát sáng, người ta dùng nhiều phương pháp khác nhau. Trong đó có phương pháp sử dụng đèn huỳnh quang chiếu sáng làm thanh kiếm, nhưng chỉ cần va chạm nhẹ là nó vỡ ngay chứ đừng nói là đánh nhau thật. Vì vậy diễn viên chính và "địch thủ" phải phối hợp với nhau rất cao độ. Các diễn viên đóng thế cảnh đánh nhau trong phần lớn phim hành động ở Nhật đều thuộc JAC (Japan Action Club, một tổ chức do diễn viên Sonny Chiba lập ra) và người ta nói rằng chỉ có JAC mới có thể diễn được như vậy, vì người khác chỉ cần bắt chước huơ kiếm là bóng đèn sẽ vỡ ngay.

## Các sản phẩm liên quan
- Nhà đài cũng có phát bộ đặc biệt trên truyền hình gồm 3 nhân vật chính trong bộ 3 cảnh sát hình sự vũ trụ là Gavan, Sharivan và Shaider cùng nhau xuất hiện (宇宙刑事スペシャル　3人の宇宙刑事 　ギャバン　シャリバン　シャイダ� �大集合!!). Ở tập 52 và 53 của Jukou Bii Faitaa cũng có Blue Swat, Janperson cùng xuất hiện.
- Về phim chiếu rạp (trong lễ hội Manga của Touei) thì thấy có mấy bộ movie của Uchukeiji Shaidaa (Shaider), Choujiki Metarudaa (Metalder) và Kidou Keiji Jiban.
- Về Manga thì thấy có tác phẩm bộ 3 cảnh sát hình sự vũ trụ và Juspion của họa sĩ Nonaka Minoru. Ngoài ra còn thấy Jukou Bii Faitaa, Bii Faitaa Kabuto của Moo. Uchukeiji Shaidaa cũng xuất hiện trong tiểu thuyết.
- Về game thì thấy các sản phẩm chủ yếu như: Tokusou Shirei Soruburein trên Nes năm 1991, Supaa Hiirou sakusen (tác chiến Super Hero) trên PlaySation năm 1999 với Gavan, Sharivan, Shaider và Metalder, Supaa Tokusatsu Taisen 2001 (Đại chiến Super Tokusatsu 2001), một game chiến thuật chơi theo lượt trên PlayStation với sự xuất hiện của rất nhiều người hùng từ các series Tokusatsu khác nhau, trong đó có Metal Heroes, Uchukeiji tamashii (宇宙刑事魂, linh hồn của hình sự vũ trụ) gồm nhân vật chính là Gavan, Sharivan và Shaider,....